# 2014 en santé et médecine
| Années de la santé et de la médecine : 2011 - 2012 - 2013 - 2014 - 2015 - 2016 - 2017    |
| Décennies de la santé et de la médecine : 1980 - 1990 - 2000 - 2010 - 2020 - 2030 - 2040 |

Cet article présente les faits marquants de l'année 2014 en santé et médecine.

## Événements
- L'épidémie de maladie à virus Ebola en Afrique de l'Ouest fait entre 15 000 et 20 000 morts en deux ans (2014-2015).
- 3 mars : annonce de la découverte du virus géant Pithovirus sibericum dans le pergélisol de Sibérie.

## Décès
- 15 mai : Jean Oury (né en 1924), psychiatre et psychanalyste français, figure de la psychothérapie institutionnelle.
- 9 juillet : Jean Carpentier (né en 1935), médecin généraliste français, militant pour l'utilisation des traitements de substitution aux opiacés.